# Agostino Ricci
Agostino Ricci (Savona, 24 gennaio 1832 – Torino, 20 ottobre 1896) è stato un politico e militare italiano.

## Biografia
Il tenente colonnello Agostino Ricci fu vicecomandante della Scuola di guerra di Torino dalla fondazione, nel 1867, fino al 1877. Dal 1867 al 1870 vi insegnò anche arte militare.

Fu sua, probabilmente, la prima idea che portò alla nascita dal corpo degli Alpini, nel 1896 apparso sulla "Rivista Militare" , infatti, scrisse.
"Quando nel 1868 studiai il primo progetto di campagna logistica per la Scuola di Guerra, mi colpì l'idea dell'utilità che vi sarebbe stata di avere una fanteria speciale da impiegare in montagna e volendo farne la prova ideai di destinare a tale servizio alcuni battaglioni di bersaglieri mobilitati con le classi in congedo delle zone alpine in cui si doveva operare, e nella preparazione della campagna attuai tale concetto che, perfezionato nelle campagne successive, fece nascere l'idea delle truppe alpine come mi disse un giorno il Generale Ricotti che ne fu l'istitutore".